# Uchter Knox, 5. Earl of Ranfurly

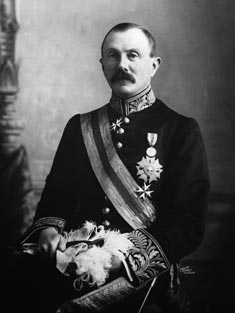
Uchter Knox, 5. Earl of Ranfurly

Uchter John Mark Knox, 5. Earl of Ranfurly (* 14. August 1856 auf Guernsey; † 1. Oktober 1933 vermutlich in Dungannon, Irland), war der 15. Gouverneur von Neuseeland.

## Leben
Uchter Knox wurde als zweiter Sohn und als letztes von drei Kindern am 14. August 1856 auf der im britischen Kronbesitz befindlichen Insel Guernsey geboren. Seine Eltern waren Thomas Knox, 3. Earl of Ranfurly, und Harriet Rimington, Tochter von James Rimmington, einem Rechtsanwalt aus Yorkshire. Knox ging als Kadett zur Royal Navy und tat seinen Dienst auf der HMS Britannia. Im Alter von 18 Jahren quittierte er seinen Dienst und besuchte das Harrow College, London und das Eton College in Eton. Danach besuchte er das Trinity College in Cambridge, das er ohne Abschluss verließ.
Mit dem Tod seines älteren Bruders Thomas Knox, 4. Earl of Ranfurly am 10. Mai 1875 erbte er den Titel des Earl of Ranfurly nebst nachgeordneten Titel und wurde dadurch Mitglied des britischen House of Lords. Am 10. Februar 1880 heiratete er Constance Elizabeth Caulfield, einziges Kind von James Caulfield, 7. Viscount Charlemont. Aus der Ehe gingen vier Kinder hervor, drei Töchter und ein Sohn. 1883 hatten die Familienanwesen im County Tyrone und County Fermanagh jeweils eine Größe von 9647 und 506 acres und erwirtschafteten zusammen etwas über 11.200 £ pro Jahr. Doch nachdem Knox 1904 von Neuseeland zurückgekehrt war, gingen die Geschäfte schlecht. 1922 wurden das Inventar des Hauses verkauft und die Korrespondenz von seinem Urgroßonkel John Knox, Major General und irischer Politiker, an die National Library of Ireland veräußert. Das Haus und die Grundstücke wurden 1927, spätestens aber mit seinem Tod 1933 verkauft. Knox’ Frau Constance verstarb am 25. Juli 1932. Er selbst verstarb 77-jährig, für seine Verhältnisse verarmt, am 1. Oktober 1933.

## Politische und beruflich Betätigung
Über Knox politische und berufliche Laufbahn vor 1897 ist wenig bekannt, außer dass er wohl in Australien geschäftlich aktiv gewesen sein muss. Aus einem Zeitungsartikel des Brisbane Courier aus dem Jahr 1892 geht hervor, dass er 1888 mit anderen Investoren zusammen 200 acres Land in Mildura, Victoria, für die Anpflanzung von subtropischen Früchten gekauft und im August 1892 der Farm einen Besuch abgestattet hatte. Bekannt ist auch, dass er von 1895 bis 1897 Lord-in-Waiting für Königin Victoria war.

### Gouverneur von Neuseeland
Er wurde zum 6. April 1897 zum Gouverneur von Neuseeland berufen, trat aber sein Amt erst am 10. August 1897 an. Er erreichte Neuseeland zu einer Zeit, in der die von Premierminister Harry Atkinson vorgenommenen Kürzungen des Gouverneursgehalts noch in Kraft waren. Knox war gezwungen einen Teil seiner Ausgaben für öffentlich Auftritte aus seinem Privatvermögen zu bestreiten. Seine Drohung, sein Amt aus diesem Grund aufgeben zu wollen, führte im Jahr 1900 schließlich zur Anhebung der Gouverneursbezüge.
Knox verstand es während seiner Amtszeit, der Regierung in London die Bedeutung Neuseelands nahezubringen und den Neuseeländern durch seine öffentlichen Auftritte und Einsätze das Gefühl zu geben, dass das britische Empire hinter ihnen stand. So ließ er fast keine Verabschiedung oder Ankunft von Kriegsschiffen aus, lud Veteranen zu sich ins Gouverneurshaus ein, setzte sich für die Schaffung von Häuser für Veteranen, ähnlich dem Londoner Royal Hospital Chelsea, ein und organisierte öffentliche Veranstaltungen zu Ehren der Kriegsveteranen und pensionierten Soldaten. All dies kam sehr gut in der Bevölkerung an und Knox konnte damit eine führende Rolle im sozialen Leben des Landes ausüben. Er war so beliebt in der Kolonie, dass das New Zealand Graphic and Ladies’ Journal ihn als den beliebtesten Gouverneur benannte, den Neuseeland bis dahin gesehen habe.
Knox verließ Neuseeland von vier Schiffen begleitet über den Hafen von Wellington am 19. Juni 1904, dies mit einer riesigen Anteilnahme der Bevölkerung und einem Spektakel, das die Kolonie bis dahin noch nicht gesehen hatte. Das Besondere an der Abreise war aber auch, dass erstmals ein nachfolgender Gouverneur zur Übergabe der Amtsgeschäfte vor der Abreise des scheidenden Gouverneurs anwesend war. Auch dies wurde von der Öffentlichkeit entsprechend honoriert. Noch heute findet man in Neuseeland neben Ranfurly als Ort in Otago und der bekannten Trophäe Ranfurly Shield, die Knox 1904 der New Zealand Rugby Football Union gestiftet hatte, zahlreiche Häuser, Organisationen, Vereine und Straßennamen, die ihm zu Ehren in ihrem Namen Ranfurly tragen. Zudem ist der Ranfurly Point, ein Felsenkap in der Antarktis, nach ihm benannt.

### Zurück in Großbritannien
Zurück in Großbritannien, wurde Knox am 23. August 1905 ins Privy Council für Irland berufen. Zwischen 1905 und 1914 zog es ihn wieder nach Australien zu seiner Farm in Mildura. 1914 wurde er Knight of Justice und Registrator für die Auszeichnungen des Order of St. John in London. 1915 wechselte er zum Ambulanz-Department und wurde dessen Direktor. 1919 wurde er für seine Verdienste im Ersten Weltkrieg von der französischen Regierung zum Offizier der Ehrenlegion (Légion d'honneur) ernannt. Nach der Aufteilung Irlands ernannte man ihn am 27. November 1923 zum Privy Councillor von Nordirland. Zusätzlich übernahm er das Amt des Friedensrichters für das County Tyrone und blieb zeitgleich weiterhin dem Order of St. John bis zu seinem Tod verbunden.

## Adelstitel
Er hatte am 10. Mai 1875 folgende Adelstitel geerbt:
- 5. Earl of Ranfurly (Peerage of Ireland, 1831)
- 6. Viscount Northland (Peerage of Ireland, 1791)
- 6. Baron Welles (Peerage of Ireland, 1781)
- 5. Baron Ranfurly (Peerage of the United Kingdom, 1826)

## Orden und Ehrenzeichen
- 1897 – Knight Commander des Order of St. Michael and St. George (KCMG)
- 1901 – Knight Grand Cross des Order of St. Michael and St. George (GCMG)
- 1905 – Privy Counsellor für Irland (PC)
- 1914 – Knight of Justice des Order of St. John (KStJ)
- 1919 – Officier der Légion d’honneur
- 1923 – Privy Counsellor für Nordirland (PC)
- 1927 – Bailiff Grand Cross des Order of St. John (GCStJ)[6][2]